# 2005-ös CONCACAF-aranykupa
A 2005-ös CONCACAF-aranykupa a torna 8. kiírása volt, melyet az Észak- és Közép-amerikai, valamint a Karib-térség labdarúgó-válogatottjainak írnak ki. Az esemény házigazdája az Egyesült Államok volt, a tornát 2005. július 6. és július 24. között rendezték.

## Résztvevők
Karibi zóna selejtezőjéből a 2004-es karibi kupa:
- Jamaica
- Kuba
- Trinidad és Tobago

Közép-amerikai zóna selejtezőjéből 2005-ös UNCAF-nemzetek kupája:
- Costa Rica
- Honduras
- Guatemala
- Panama

Észak-amerikai zóna tagjai automatikusan kvalifikáltak:
- Kanada
- Mexikó
- Egyesült Államok (házigazda)

Meghívottak:
- Dél-afrikai Köztársaság
- Kolumbia

## Helyszínek
| Foxborough               | East Rutherford          | Carson                   | Los Angeles                   |
| ------------------------ | ------------------------ | ------------------------ | ----------------------------- |
| Gillette Stadion         | Giants Stadion           | Home Depot Center        | Los Angeles Memorial Coliseum |
| Befogadóképesség: 68 756 | Befogadóképesség: 78 741 | Befogadóképesség: 27 000 | Befogadóképesség: 92 000      |
|                          |                          |                          |                               |
| Miami                    | Seattle                  | Houston                  |                               |
| Orange Bowl              | Qwest Field              | Reliant Stadion          |                               |
| Befogadóképesség: 74 476 | Befogadóképesség: 67 000 | Befogadóképesség: 71 500 |                               |
|                          |                          |                          |                               |

## Eredmények
Minden időpont a keleti-parti idő (EST) szerinti.

### Csoportkör
A döntőbe jutott tizenkét csapatot három, egyaránt négytagú csoportba sorsolták. A csoportok első két helyezettjei automatikusan a negyeddöntőbe jutottak, míg a három csoportharmadik közül erre csak a két jobb eredményt elért válogatottnak volt lehetősége.
Amennyiben a csoportokban két csapat azonos pontszámmal végzett, úgy sorrendben a következő kritériumok döntöttek a csoport végeredményének kiszámításában:
1. Az azonos pontszámmal végzett csapatok egymás elleni eredménye
2. Jobb összesített gólkülönbség
3. Több lőtt gól a csoportmérkőzések során
4. Sorsolás

| Jelmagyarázat                                                                                     |
| ------------------------------------------------------------------------------------------------- |
| A csoportok első két helyezettje bejutott az egyenes kieséses szakaszba.                          |
| A csoportok legjobb két harmadik helyezettje bejutott az egyenes kieséses szakaszba.              |
| A csoportok legrosszabb harmadik helyezettje, valamint a csoportok negyedik helyezettjei kiestek. |

#### A csoport
| Csapat             | M | Gy | D | V | Rg | Kg | Gk | P |
| ------------------ | - | -- | - | - | -- | -- | -- | - |
| Honduras           | 3 | 2  | 1 | 0 | 4  | 2  | +2 | 7 |
| Panama             | 3 | 1  | 1 | 1 | 3  | 3  | 0  | 4 |
| Kolumbia           | 3 | 1  | 0 | 2 | 3  | 3  | 0  | 3 |
| Trinidad és Tobago | 3 | 0  | 2 | 1 | 3  | 5  | –2 | 2 |

| 2005. július 6. 19:00 | Kolumbia | 0 – 1   | Panama     | Orange Bowl, Miami Nézőszám: 10 311 Játékvezető: Batres (guatemalai) |
| 2005. július 6. 19:00 |          | (0 – 0) | Tejada 70' | Orange Bowl, Miami Nézőszám: 10 311 Játékvezető: Batres (guatemalai) |

| 2005. július 6. 21:00 | Trinidad és Tobago | 1 – 1   | Honduras     | Orange Bowl, Miami Nézőszám: 10 311 Játékvezető: Navarro (kanadai) |
| 2005. július 6. 21:00 | Figueroa 43'       | (1 – 1) | Birchall 28' | Orange Bowl, Miami Nézőszám: 10 311 Játékvezető: Navarro (kanadai) |

| 2005. július 10. 19:00 | Honduras          | 2 – 1   | Kolumbia              | Orange Bowl, Miami Nézőszám: 17 292 Játékvezető: Marco Rodríguez (mexikói) |
| 2005. július 10. 19:00 | Velasquez 79' 82' | (0 – 1) | Moreno 30' (11-esből) | Orange Bowl, Miami Nézőszám: 17 292 Játékvezető: Marco Rodríguez (mexikói) |

| 2005. július 10. 21:00 | Panama         | 2 – 2   | Trinidad és Tobago     | Orange Bowl, Miami Nézőszám: 17 292 Játékvezető: Enrico Wijngaarde (Suriname-i) |
| 2005. július 10. 21:00 | Tejada 24' 90' | (1 – 1) | Andrews 17' Glen 90+1' | Orange Bowl, Miami Nézőszám: 17 292 Játékvezető: Enrico Wijngaarde (Suriname-i) |

| 2005. július 12. 17:00 | Kolumbia                | 2 – 0   | Trinidad és Tobago | Orange Bowl, Miami Nézőszám: 11 000 Játékvezető: Marco Rodríguez (mexikói) |
| 2005. július 12. 17:00 | Aguilar 77' Hurtado 79' | (0 – 0) |                    | Orange Bowl, Miami Nézőszám: 11 000 Játékvezető: Marco Rodríguez (mexikói) |

| 2005. július 12. 19:00 | Honduras      | 1 – 0   | Panama | Orange Bowl, Miami Nézőszám: 11 000 Játékvezető: Enrico Wijngaarde (Suriname-i) |
| 2005. július 12. 19:00 | Caballero 81' | (0 – 0) |        | Orange Bowl, Miami Nézőszám: 11 000 Játékvezető: Enrico Wijngaarde (Suriname-i) |

#### B csoport
| Csapat           | M | Gy | D | V | Rg | Kg | Gk | P |
| ---------------- | - | -- | - | - | -- | -- | -- | - |
| Egyesült Államok | 3 | 2  | 1 | 0 | 6  | 1  | +5 | 7 |
| Costa Rica       | 3 | 2  | 1 | 0 | 4  | 1  | +3 | 7 |
| Kanada           | 3 | 1  | 0 | 2 | 2  | 4  | –2 | 3 |
| Kuba             | 3 | 0  | 0 | 3 | 3  | 9  | –6 | 0 |

| 2005. július 7. 20:30 | Kanada | 0 – 1   | Costa Rica          | CenturyLink Field, Seattle Nézőszám: 15 831 Játékvezető: Peter Prendergast (jamaicai) |
| 2005. július 7. 20:30 |        | (0 – 1) | Soto 30' (11-esből) | CenturyLink Field, Seattle Nézőszám: 15 831 Játékvezető: Peter Prendergast (jamaicai) |

| 2005. július 7. 22:30 | Kuba     | 1 – 4   | Egyesült Államok                          | CenturyLink Field, Seattle Nézőszám: 15 831 Játékvezető: José Piñeda (hondurasi) |
| 2005. július 7. 22:30 | More 18' | (1 – 1) | Dempsey 44' Donovan 87' 90+2' Beasley 89' | CenturyLink Field, Seattle Nézőszám: 15 831 Játékvezető: José Piñeda (hondurasi) |

| 2005. július 9. 14:30 | Costa Rica                                    | 3 – 1   | Kuba        | CenturyLink Field, Seattle Nézőszám: 15 109 Játékvezető: Archundia (mexikói) |
| 2005. július 9. 14:30 | Brenes 61' 85' (11-esből) Soto 81' (11-esből) | (0 – 0) | Galindo 72' | CenturyLink Field, Seattle Nézőszám: 15 109 Játékvezető: Archundia (mexikói) |

| 2005. július 9. 16:30 | Egyesült Államok                   | 2 – 0   | Kanada | CenturyLink Field, Seattle Nézőszám: 15 109 Játékvezető: Brizan (Trinidad és Tobagó-i) |
| 2005. július 9. 16:30 | Hutchinson 48' (öngól) Donovan 90' | (0 – 0) |        | CenturyLink Field, Seattle Nézőszám: 15 109 Játékvezető: Brizan (Trinidad és Tobagó-i) |

| 2005. július 12. 19:00 | Egyesült Államok | 0 – 0 | Costa Rica | Gillette Stadion, Foxborough Nézőszám: 15 211 Játékvezető: Archundia (mexikói) |
| 2005. július 12. 19:00 |                  |       |            | Gillette Stadion, Foxborough Nézőszám: 15 211 Játékvezető: Archundia (mexikói) |

| 2005. július 12. 21:00 | Kanada                   | 2 – 1   | Kuba          | Gillette Stadion, Foxborough Nézőszám: 15 211 Játékvezető: Moreno (panamai) |
| 2005. július 12. 21:00 | Gerba 69' Hutchinson 87' | (0 – 0) | Cervantes 90' | Gillette Stadion, Foxborough Nézőszám: 15 211 Játékvezető: Moreno (panamai) |

#### C csoport
| Csapat                  | M | Gy | D | V | Rg | Kg | Gk | P |
| ----------------------- | - | -- | - | - | -- | -- | -- | - |
| Mexikó                  | 3 | 2  | 0 | 1 | 6  | 2  | +4 | 6 |
| Dél-afrikai Köztársaság | 3 | 1  | 2 | 0 | 6  | 5  | +1 | 5 |
| Jamaica                 | 3 | 1  | 1 | 1 | 7  | 7  | 0  | 4 |
| Guatemala               | 3 | 0  | 1 | 2 | 4  | 9  | –5 | 1 |

| 2005. július 8. 22:00 | Dél-afrikai Köztársaság   | 2 – 1   | Mexikó        | Home Depot Center, Carson Nézőszám: 27 000 Játékvezető: Sibrian (el-salvadori) |
| 2005. július 8. 22:00 | Evans 28' Van Heerden 41' | (2 – 0) | Rodríguez 83' | Home Depot Center, Carson Nézőszám: 27 000 Játékvezető: Sibrian (el-salvadori) |

| 2005. július 8. 24:00 | Guatemala                     | 3 – 4   | Jamaica                                                | Home Depot Center, Carson Nézőszám: 27 000 Játékvezető: Hall (amerikai) |
| 2005. július 8. 24:00 | Ruiz 11' (11-esből) 45+3' 87' | (2 – 3) | Shelton 3' Fuller 5' Williams 45+1' (11-esből) Hue 57' | Home Depot Center, Carson Nézőszám: 27 000 Játékvezető: Hall (amerikai) |

| 2005. július 10. 15:00 | Mexikó                                | 4 – 0   | Guatemala | Los Angeles Memorial Coliseum, Los Angeles Nézőszám: 30 710 Játékvezető: Óscar Ruiz (kolumbiai) |
| 2005. július 10. 15:00 | Borgetti 5' 14' Galindo 54' Bravo 65' | (2 – 0) |           | Los Angeles Memorial Coliseum, Los Angeles Nézőszám: 30 710 Játékvezető: Óscar Ruiz (kolumbiai) |

| 2005. július 10. 17:00 | Jamaica                         | 3 – 3   | Dél-afrikai Köztársaság                | Los Angeles Memorial Coliseum, Los Angeles Nézőszám: 30 710 Játékvezető: Stott (amerikai) |
| 2005. július 10. 17:00 | Hue 35' Stewart 43' Bennett 80' | (2 – 2) | Raselemane 35' Ndlela 41' Nomvethe 56' | Los Angeles Memorial Coliseum, Los Angeles Nézőszám: 30 710 Játékvezető: Stott (amerikai) |

| 2005. július 13. 20:00 | Guatemala  | 1 – 1   | Dél-afrikai Köztársaság | Reliant Stadion, Houston Nézőszám: 45 311 Játékvezető: Stott (amerikai) |
| 2005. július 13. 20:00 | Romero 37' | (1 – 1) | Nkosi 45'               | Reliant Stadion, Houston Nézőszám: 45 311 Játékvezető: Stott (amerikai) |

| 2005. július 13. 22:00 | Mexikó     | 1 – 0   | Jamaica | Reliant Stadion, Houston Nézőszám: 45 311 Játékvezető: Walter Quesada (Costa Rica-i) |
| 2005. július 13. 22:00 | Medina 19' | (1 – 0) |         | Reliant Stadion, Houston Nézőszám: 45 311 Játékvezető: Walter Quesada (Costa Rica-i) |

### Egyenes kieséses szakasz
|  |                         |                         |                              |                              |       |                  |                              |           |  |  |       |       |       |
|  | Negyeddöntők            | Negyeddöntők            | Negyeddöntők                 |                              |       | Elődöntők        | Elődöntők                    | Elődöntők |  |  | Döntő | Döntő | Döntő |
|  | Negyeddöntők            | Negyeddöntők            | Negyeddöntők                 |                              |       | Elődöntők        | Elődöntők                    | Elődöntők |  |  | Döntő | Döntő | Döntő |
|  | július 16. – Foxborough |                         |                              |                              |       |                  |                              |           |  |  |       |       |       |
|  |                         |                         |                              |                              |       |                  |                              |           |  |  |       |       |       |
|  | Honduras                | Honduras                | 3                            |                              |       |                  |                              |           |  |  |       |       |       |
|  | Honduras                | Honduras                | 3                            | július 21. – East Rutherford |       |                  |                              |           |  |  |       |       |       |
|  | Costa Rica              | Costa Rica              | 2                            |                              |       |                  |                              |           |  |  |       |       |       |
|  | Costa Rica              | Costa Rica              | 2                            |                              |       | Honduras         | Honduras                     | 1         |  |  |       |       |       |
|  | július 16. – Foxborough |                         |                              |                              |       | Honduras         | Honduras                     | 1         |  |  |       |       |       |
|  |                         |                         | Egyesült Államok             | Egyesült Államok             | 2     |                  |                              |           |  |  |       |       |       |
|  | Egyesült Államok        | Egyesült Államok        | Egyesült Államok             | Egyesült Államok             | 2     | 3                |                              |           |  |  |       |       |       |
|  | Egyesült Államok        | Egyesült Államok        |                              |                              |       | 3                | július 24. – East Rutherford |           |  |  |       |       |       |
|  | Jamaica                 | Jamaica                 | 1                            |                              |       |                  |                              |           |  |  |       |       |       |
|  | Jamaica                 | Jamaica                 | 1                            |                              |       | Egyesült Államok | Egyesült Államok             | 0 (3)     |  |  |       |       |       |
|  | július 17. – Houston    |                         |                              |                              |       | Egyesült Államok | Egyesült Államok             | 0 (3)     |  |  |       |       |       |
|  |                         |                         | Panama                       | Panama                       | 0 (1) |                  |                              |           |  |  |       |       |       |
|  | Mexikó                  | Mexikó                  | Panama                       | Panama                       | 0 (1) | 1                |                              |           |  |  |       |       |       |
|  | Mexikó                  | Mexikó                  | július 21. – East Rutherford |                              |       | 1                |                              |           |  |  |       |       |       |
|  | Kolumbia                | Kolumbia                | 2                            |                              |       |                  |                              |           |  |  |       |       |       |
|  | Kolumbia                | Kolumbia                | 2                            |                              |       | Kolumbia         | Kolumbia                     | 2         |  |  |       |       |       |
|  | július 17. – Houston    |                         |                              |                              |       | Kolumbia         | Kolumbia                     | 2         |  |  |       |       |       |
|  |                         |                         | Panama                       | Panama                       | 3     |                  |                              |           |  |  |       |       |       |
|  | Dél-afrikai Köztársaság | Dél-afrikai Köztársaság | Panama                       | Panama                       | 3     | 1 (3)            |                              |           |  |  |       |       |       |
|  | Dél-afrikai Köztársaság | Dél-afrikai Köztársaság |                              |                              |       |                  |                              |           |  |  |       |       |       |
|  | Panama                  | Panama                  | 1 (5)                        |                              |       |                  |                              |           |  |  |       |       |       |
|  | Panama                  | Panama                  | 1 (5)                        |                              |       |                  |                              |           |  |  |       |       |       |
|  |                         |                         |                              |                              |       |                  |                              |           |  |  |       |       |       |

#### Negyeddöntők
| 2005. július 16. 13:00 | Honduras                           | 3 – 2   | Costa Rica           | Gillette Stadion, Foxborough Nézőszám: 22 108 Játékvezető: Archundia (mexikói) |
| 2005. július 16. 13:00 | Velasquez 6' Turcios 27' Núñez 29' | (3 – 1) | Bolaños 39' Ruíz 81' | Gillette Stadion, Foxborough Nézőszám: 22 108 Játékvezető: Archundia (mexikói) |

| 2005. július 16. 16:00 | Egyesült Államok         | 3 – 1   | Jamaica    | Gillette Stadion, Foxborough Nézőszám: 22 108 Játékvezető: Batres (guatemalai) |
| 2005. július 16. 16:00 | Wolff 6' Beasley 42' 83' | (2 – 0) | Fuller 88' | Gillette Stadion, Foxborough Nézőszám: 22 108 Játékvezető: Batres (guatemalai) |

| 2005. július 17. 15:00 | Mexikó     | 1 – 2   | Kolumbia                   | Reliant Stadion, Houston Nézőszám: 60 050 Játékvezető: Sibrian (el-salvadori) |
| 2005. július 17. 15:00 | Pineda 64' | (0 – 0) | Castrillón 58' Aguilar 74' | Reliant Stadion, Houston Nézőszám: 60 050 Játékvezető: Sibrian (el-salvadori) |

| 2005. július 17. 18:00 | Dél-afrikai Köztársaság    | 1 – 1 (h.u.)          | Panama                              | Reliant Stadion, Houston Nézőszám: 60 050 Játékvezető: Peter Prendergast (jamaicai) |
| 2005. július 17. 18:00 | Ndlela 68'                 | (0 – 0, 1 – 1, 1 – 1) | Dely Valdez 48'                     | Reliant Stadion, Houston Nézőszám: 60 050 Játékvezető: Peter Prendergast (jamaicai) |
| 2005. július 17. 18:00 | Büntetőpárbaj:             |                       |                                     | Reliant Stadion, Houston Nézőszám: 60 050 Játékvezető: Peter Prendergast (jamaicai) |
| 2005. július 17. 18:00 | Evans Gaxa Katza Lekgwathi | 3 – 5                 | Tejada Rodríguez Baloy Blanco Gómez | Reliant Stadion, Houston Nézőszám: 60 050 Játékvezető: Peter Prendergast (jamaicai) |

#### Elődöntők
| 2005. július 21. 18:00 | Honduras     | 1 – 2   | Egyesült Államok         | Giants Stadion, East Rutherford Nézőszám: 41 721 Játékvezető: Peter Prendergast (jamaicai) |
| 2005. július 21. 18:00 | Guerrero 30' | (1 – 0) | O’Brien 86' Onyewu 90+2' | Giants Stadion, East Rutherford Nézőszám: 41 721 Játékvezető: Peter Prendergast (jamaicai) |

| 2005. július 21. 21:00 | Kolumbia              | 2 – 3   | Panama                                    | Giants Stadion, East Rutherford Nézőszám: 41 721 Játékvezető: Sibrian (el-salvadori) |
| 2005. július 21. 21:00 | Patiño 62' Patiño 88' | (0 – 2) | Phillips 11' Dely Valdés 26' Phillips 72' | Giants Stadion, East Rutherford Nézőszám: 41 721 Játékvezető: Sibrian (el-salvadori) |

#### Döntő
| 2005. július 24. 15:00 | Egyesült Államok             | 0 – 0 (h.u.) | Panama                          | Giants Stadion, East Rutherford Nézőszám: 31 018 Játékvezető: Batres (guatemalai) |
| 2005. július 24. 15:00 |                              |              |                                 | Giants Stadion, East Rutherford Nézőszám: 31 018 Játékvezető: Batres (guatemalai) |
| 2005. július 24. 15:00 | Büntetőpárbaj:               |              |                                 | Giants Stadion, East Rutherford Nézőszám: 31 018 Játékvezető: Batres (guatemalai) |
| 2005. július 24. 15:00 | Quaranta Armas Donovan Davis | 3 – 1        | Tejada Dely Valdés Baloy Blanco | Giants Stadion, East Rutherford Nézőszám: 31 018 Játékvezető: Batres (guatemalai) |

| A 2005-ös CONCACAF-aranykupa győztese |
| ------------------------------------- |
| · Egyesült Államok · 3. cím           |

### Díjak
Legértékesebb játékos
- Luis Tejada

Legjobb kapus:
- Jaime Penedo

Legsportszerűbb csapat:
- Honduras

### A torna csapata
| A torna csapata | A torna csapata                             | A torna csapata                                                 | A torna csapata                             |
| Kapusok         | Hátvédek                                    | Középpályások                                                   | Támadók                                     |
| --------------- | ------------------------------------------- | --------------------------------------------------------------- | ------------------------------------------- |
| Jaime Penedo    | Felipe Baloy Samuel Caballero Oguchi Onyewu | DaMarcus Beasley Landon Donovan Jairo Patiño Luis Ernesto Pérez | Tressor Moreno Luis Tejada Wilmer Velasquez |

### Góllövőlista
| 3 gólos - Carlos Ruiz - Wilmer Velasquez - Luis Tejada - DaMarcus Beasley - Landon Donovan 2 gólos - Randall Brenes - Jafet Soto - Lungisani Ndlela - Ricardo Fuller - Jermaine Hue - Abel Aguilar - Jairo Patiño - Jared Borgetti - Jorge Dely Valdes - Ricardo Phillips | 1 gólos - Christian Bolaños - Bryan Ruiz - Philip Evans - Elrio van Heerden - Solace Nkosi - Siyabonga Nomvethe - Abram Raselemane - Gonzalo Romero - Jorge Caballero - Mario Ivan Guerrero - Maynor Figueroa - Milton Núñez - Danilo Turcios - Teafore Bennett - Luton Shelton - Damion Stewart - Andrew Williams - Ali Gerba - Atiba Hutchinson | 1 gólos (folytatás) - Jaime Castrillon - Hector Hugo Hurtado - Tressor Moreno - Alain Cervantes - Maykel Galindo - Lester More - Omar Bravo - Gerardo Galindo - Alberto Medina - Gonzalo Pineda - Francisco Rodríguez - Marvin Andrews - Christopher Birchall - Cornell Glen - Clint Dempsey - John O’Brien - Oguchi Onyewu - Josh Wolff öngólos - Atiba Hutchinson |

### Végeredmény
Az első két helyezett utáni sorrend nem tekinthető hivatalosnak, mivel ezekért a helyekért nem játszottak mérkőzéseket. E helyezések meghatározásához az alábbiak lettek figyelembe véve:
1. több pont
2. jobb csoportbeli helyezés
3. jobb gólkülönbség

A hazai csapat eltérő háttérszínnel kiemelve.
| Helyezés | Csapat                  | M | Gy | D | V | Rg | Kg | Gk | %     | P  |
| -------- | ----------------------- | - | -- | - | - | -- | -- | -- | ----- | -- |
| Arany    | Egyesült Államok        | 6 | 4  | 2 | 0 | 11 | 3  | +8 | 83,3% | 14 |
| Ezüst    | Panama                  | 6 | 2  | 3 | 1 | 7  | 6  | +1 | 58,3% | 9  |
| Bronz    | Honduras                | 5 | 3  | 1 | 1 | 8  | 6  | +2 | 70,0% | 10 |
| Bronz    | Kolumbia                | 5 | 2  | 0 | 3 | 7  | 7  | 0  | 40,0% | 6  |
|          |                         |   |    |   |   |    |    |    |       |    |
| 5.       | Costa Rica              | 4 | 2  | 1 | 1 | 6  | 4  | +2 | 62,5% | 7  |
| 6.       | Mexikó                  | 4 | 2  | 0 | 2 | 7  | 4  | +3 | 50,0% | 6  |
| 7.       | Dél-afrikai Köztársaság | 4 | 1  | 3 | 0 | 7  | 6  | +1 | 33,3% | 6  |
| 8.       | Jamaica                 | 4 | 1  | 1 | 2 | 8  | 10 | –2 | 37,5% | 4  |
|          |                         |   |    |   |   |    |    |    |       |    |
| 9.       | Kanada                  | 3 | 1  | 0 | 2 | 2  | 4  | –2 | 33,3% | 3  |
| 10.      | Trinidad és Tobago      | 3 | 0  | 2 | 1 | 3  | 5  | –2 | 33,3% | 2  |
| 11.      | Guatemala               | 3 | 0  | 1 | 2 | 4  | 9  | –5 | 16,7% | 1  |
| 12.      | Kuba                    | 3 | 0  | 0 | 3 | 3  | 9  | –6 | 00,0% | 0  |

## Külső hivatkozások
- Gold Cup 2005 hivatalos honlap
- Concacaf Gold Cup 2005